# فستروغوثات
الفستروغوثات (الاسم العلمي:†Vestrogothiidae) هي فصيلة مفصليات الأرجل منقرضة تتبع رتبة الجوادف الفوسفاتية من طائفة القشريات الزائفة.

## التصنيف
- فصيلة †الفستروغوثات
  - جنس †الفستروغوثية